# Eternamente femmina
Eternamente femmina (Forever Female) è un film del 1953 diretto da Irving Rapper.

## Trama
Uno scorcio gustoso e ironico della vita teatrale statunitense. I protagonisti sono una famosa diva un po' stagionata, una giovanissima aspirante attrice, un produttore ex marito della prima e un commediografo alle prime armi che, in attesa del successo, per sbarcare il lunario, lavora ai mercati generali. La diva si innamora del commediografo del quale interpreta un lavoro, ma la parte che si fa affidare non è consona alla sua età e la rappresentazione è un fiasco. La giovanissima aspirante la lancerà in provincia, ottenendo il successo e l'amore dell'autore. Il produttore, che non ha mai cessato di amare la diva da lui lanciata, finisce per riconquistarla e i due si risposano. .